# 어메이징 어드벤처 오브 스파이더맨

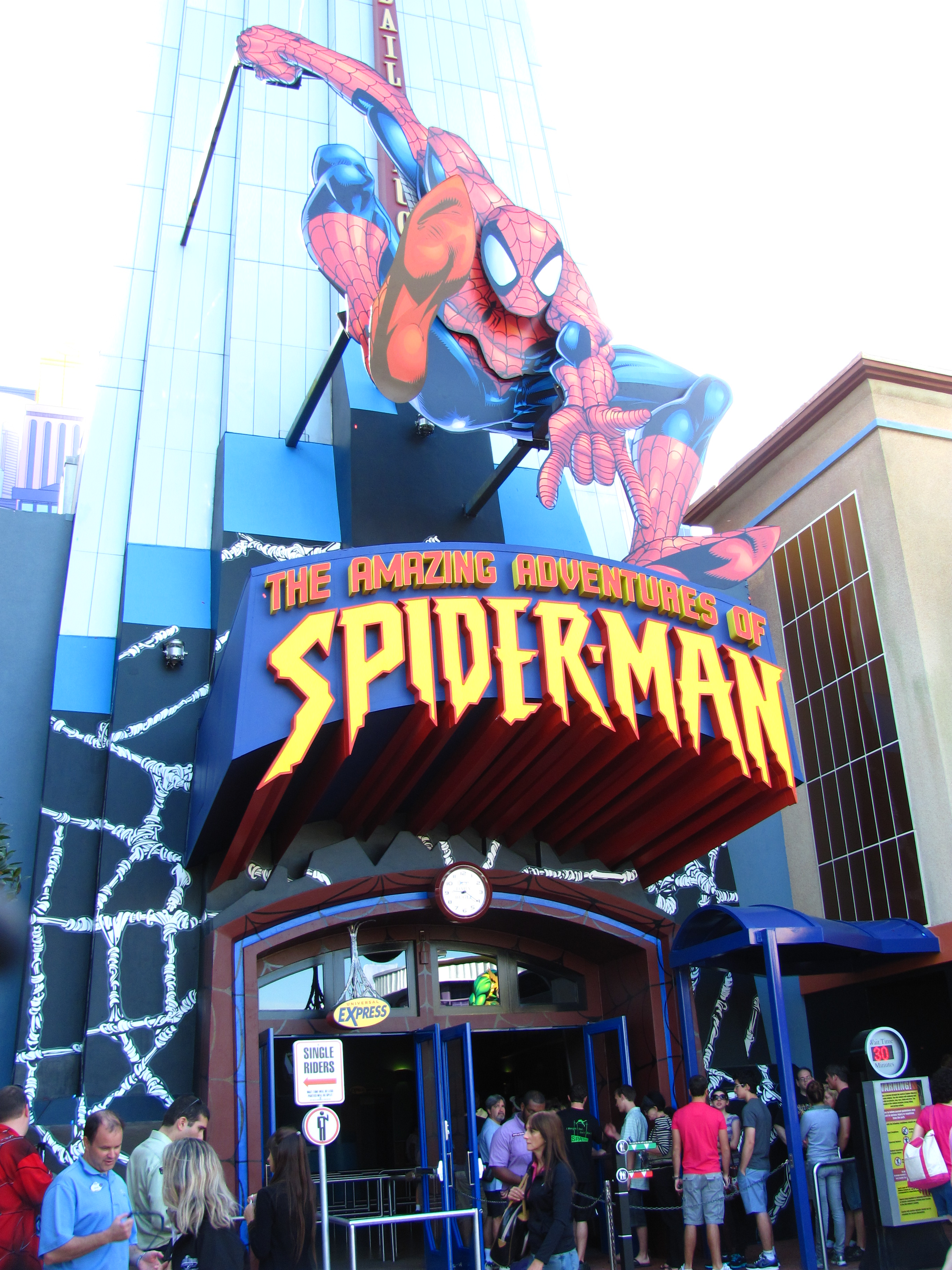

어메이징 어드벤처 오브 스파이더맨(영어: The Amazing Adventures of Spider-Man)은 미국의 플로리다의 아일랜드 오브 어드벤처, 일본 오사카시의 유니버설 스튜디오 재팬의 놀이기구이다.
3D 영화로 만들어졌으며, 실제 자신이 스파이더맨 영화 속에 있는 듯한 느낌을 준다. 상영 시간은 약 5분이다.